# Thierry Peponnet
Thierry Peponnet (Le Havre, 7 september 1959) is een Frans zeiler. 
Peponnet won samen met Luc Pillot twee olympische medailles; de bronzen medaille in 1984 en de gouden medaille in 1988.

## Palmares

### Wereldkampioenschappen
| Jaar | Plaats            | Resultaten |
| ---- | ----------------- | ---------- |
| 1985 | Marina di Carrara | 470 klasse |
| 1986 | Salou             | 470 klasse |

### Olympische Zomerspelen
| Jaar | Plaats     | Resultaten |
| ---- | ---------- | ---------- |
| 1984 | Long Beach | 470 klasse |
| 1988 | Pusan      | 470 klasse |

1976: Harro Bode / Frank Hübner ·
1980: Marcos Soares / Eduardo Penido ·
1984: Luis Doreste / Roberto Molina ·
1988: Thierry Peponnet / Luc Pillot ·
1992: Jordi Calafat / Kiko Sánchez ·
1996: Yevhen Braslavets / Ihor Matviyenko ·
2000: Tom King / Mark Turnbull ·
2004: Kevin Burnham / Paul Foerster ·
2008: Malcolm Page / Nathan Wilmot ·
2012: Mathew Belcher / Malcolm Page ·
2016: Šime Fantela / Igor Marenić ·
2020: Mathew Belcher / William Ryan